# Warith Deen Muhammad
Warith Deen Mohammed (30 tháng 10 năm 1933 - 9 tháng 9 năm 2008) là một nhà lãnh tụ hoạt động hoạt động người Mỹ có ảnh hưởng theo phương diện chủ nghĩa chủng tộc da đen kỳ thị người da trắng và là nhi tử của Elijah Muhammad Phụ thân ông đã lãnh đạo khai thác một cộng đồng giáo đồ Islam da đen được gọi là Quốc gia Islam.
Năm 1993 thời Bill Clinton chấp chính, những đại biểu tham nghị viện Hoa Kỳ tham dự lễ khai mạc với một lời cầu nguyện và ông cũng tham gia với tư cách là nhà lãnh đạo giáo đồ Islam người Mỹ tối sơ. Ông mất vào ngày 9 tháng 9 năm 2008, ngày 9 tháng Ramadan. Lễ tang cử hành tại Công viên biệt thự của ông ở Illinois.

## Liên tiếp ngoại bộ
- Báo Luận đàn Tiểu sử Chicago
- Sử WDM
- Nhà xuất bản WDM
- Tưởng nhớ đến cuộc đời và chức vụ của Giáo thần W. Deen Mohammed
- Anh Malcolm nói